# Frits Spies
Frits Spies (Leeuwarden, 6 april 1931 – Baarle-Nassau, 3 juni 1997) was een Nederlandse kaarsenmaker, bekend geworden door het creativiteitscentrum Gouden Handen in 's-Heerenberg. Preciezer gezegd was het zijn hobby om te boetseren in was. Hij maakte zonder artistieke opleiding beeldhouwwerkjes van was.
Beroepshalve is hij hofmeester geweest op de vliegbasis van zijn geboorteplaats Leeuwarden. In 1975 kwam hij in Gouden Handen te 's-Heerenberg wonen. Frits Spies maakte kaarsen puur en alleen voor het geloof en niet voor de kunst. Hij beeldde enkel religieuze voorstellingen uit. Commerciële aanbiedingen heeft hij altijd afgeslagen. Zes keer werd hij door paus Johannes Paulus II in audiëntie ontvangen in Rome. Elke keer bood Spies de kerkvorst een zelfgemaakte devotiekaars aan. Als dank kreeg de 's-Heerenbergenaar een hoge pauselijke onderscheiding.
In kaarsen heeft Spies onder andere Het laatste Avondmaal van Leonardo da Vinci (200 kilo zwaar, 2½ meter breed en 1 meter hoog) en de Pietà van Michelangelo uitgebeeld. Maar ook enorme devotiekaarsen die elk hun eigen verhaal vertellen.
Meer dan 2.500.000 mensen hebben het werk van Spies bewonderd in Gouden Handen. Toen het echtpaar Lohmann daar in 1993 het roer in handen kreeg, moest Spies vertrekken. Langs de brandtrap moest hij zijn kostbaarheden in veiligheid brengen. De kaarsen kwamen uiteindelijk terecht in de Belgische gemeente Baarle-Hertog, waar zij sinds april 1997 in het Baarle's Kaarsenmuseum van Baarle te zien zijn. De collectie trok van april 1997 tot augustus 2003 meer dan 100.000 bezoekers.
Frits Spies en zijn vrouw Netty Spies-van Nisselrooy gingen in het Nederlandse deel van Baarle, Baarle-Nassau, wonen. Zij overleden kort daarna vlak na elkaar: Frits op 3 juni 1997 en Netty op 22 juni 1997.
- International Standard Name Identifier: 0000 0003 9322 7935
- Nederlandse Thesaurus van Auteursnamen: 169123812
- RKD-Nederlands Instituut voor Kunstgeschiedenis: 286882
- Virtual International Authority File: 287469534
- WorldCat: E39PBJgRVPRc6PCddRrfYr9hpP